# Schoenhut
Schoenhut es una conocida marca de Pianos de juguete, también conocidos en alemán como kinderklavier (teclado de niño).
La actual forma del piano de juguete fue inventada en Filadelfia por un inmigrante alemán de 17 años de nombre Albert Schoenhut que trabajaba como reparador en los grandes almacenes Wanamaker, reparando pedazos rotos de pianos alemanes dañados en el envío. 
Schoenhut creó el piano de juguete tal y como se conoce hoy, en 1872 al sustituir las placas de acero durables por barras de cristal frágiles. 
Los pianos de juguete tienen una dimensión perfecta para un niño y una persona adulta puede trasladarlos con facilidad, incluso con una mano. Los niños son obviamente quienes más utilizan estos pequeños instrumentos. En la historieta “Peanuts” (conocida en español como “Snoopy” o “Carlitos”), el personaje de Schroeder aparece a menudo sentado en un piano de juguete.

## Historia

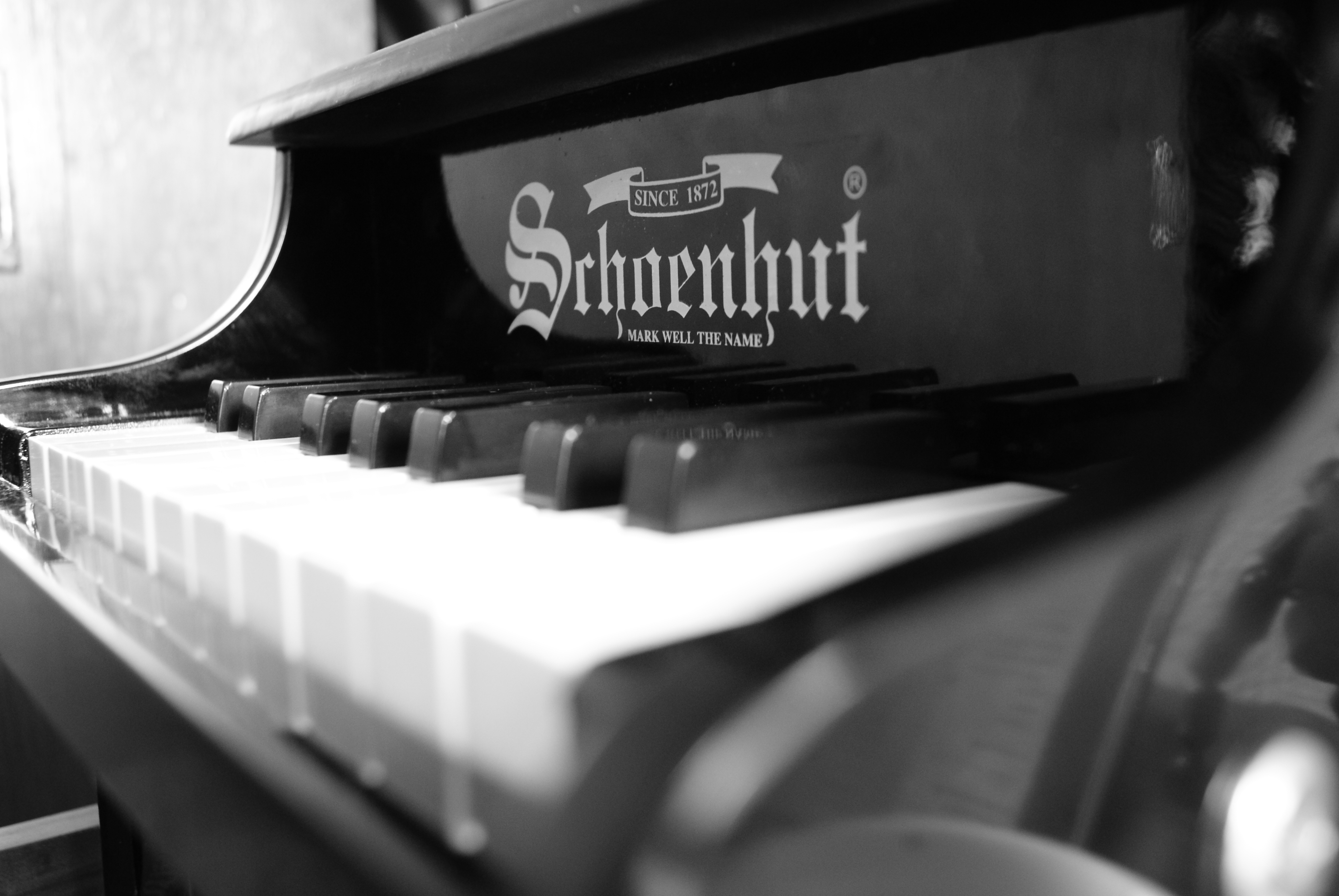
Piano de juguete Schoenhut

El piano de juguete fue inventado por Albert Schoenhut en 1872 y comenzó a ser fabricado a finales del siglo XIX. Es utilizado en ciertas obras de la música contemporánea, como por ejemplo en las interpretaciones de las obras de John Cage por Margaret Leng Tan, así como por ciertos artistas populares tales como Pascal Comelade y Pascal Ayerbe.
Por los años 50, el mercado del piano de juguete fue dominado por dos fabricantes principales: Jaymar y Schoenhut - contrapartes al Steinway y Baldwin para los pianos adultos. Las llaves de madera y los martillos fueron substituidos por el plástico moldeado. A finales de los años 70, Schoenhut fue adquirido por Jaymar, aunque los dos conservaran su identidad distinta. Jaymar/Schoenhut experimentó dificultad durante la recesión de los años 80, del plegamiento reaparecen como Schoenhut Piano Company en 1997.

## Albert Schoenhut

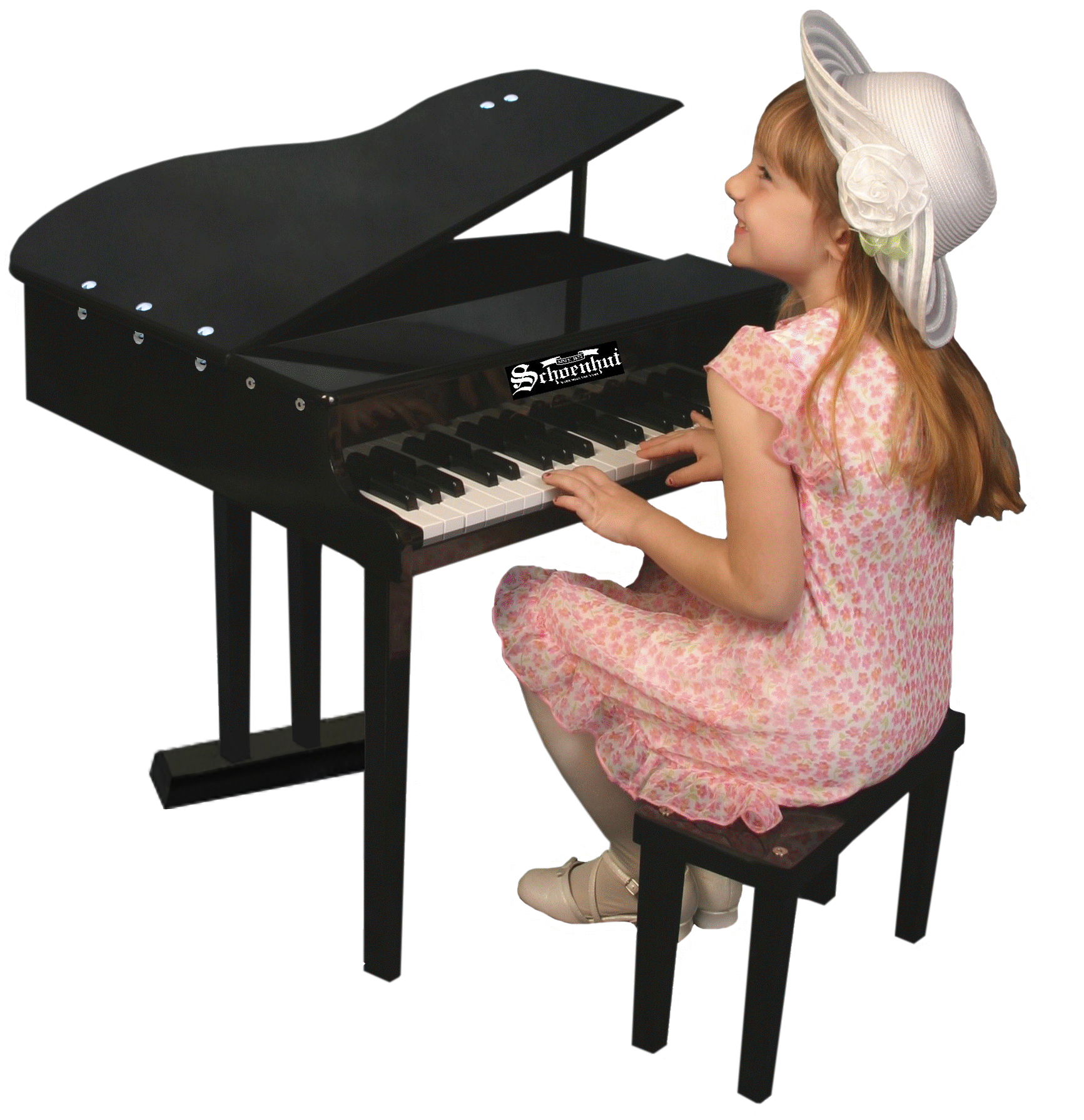
Niña tocando el piano

Creó el piano de juguete con las barras de sonido del metal en 1872 y estableció una compañía de nombre Schoenhut para fabricar el nuevo instrumento. En 1917, Schoenhut produjo un catálogo que mostraba 10 páginas de pianos verticales y los pianos de cola de todas las formas y tamaños, con una página dedicada a los taburetes de piano miniatura solamente. Los modelos tenían apodos empezando por "P", por ejemplo embalador, Padder, papá y poeta. Las notas fueron hechas de imitación de marfil.

## Pianistas Schoenhut
Aunque los padres y los abuelos constituyen una importante base de clientes, los pedidos de los músicos profesionales aumentan cada año. Desde que John Cage escribió "Suite para piano de juguete", en 1948, los compositores más y más personas están recurriendo a piezas importantes de un número creciente de artistas. 
Phyllis Chen, que compone y es miembro fundador del Conjunto Contemporáneo Internacional (ICE, según sus siglas en inglés), también ha ayudado a promover el instrumento. El concurso de composición para piano de juguete se ha desarrollado, celebrándose en 2011 tres conciertos en Manhattan. El compositor David Smooke, a cargo del Departamento de Teoría Musical del Conservatorio Peabody de Baltimore (noreste), presentó en el cierre del festival una obra que compuso.
Esta lista es una muestra de profesionales que promueven la música de una dimensión avanzada:
- Adán Marcas, Estados Unidos.
- Alan Shockley, Ph. D, Estados Unidos.
- Antonietta Loffredo, Italia.
- David Harrington, Estados Unidos.
- David Smooke, Ph.D, Estados Unidos.
- Elaine Lau, Canadá.
- Eliza Rickman, Estados Unidos.
- Erik Griswold, Ph. D, Australia.
- George Crumb, Ph.D, Estados Unidos.
- Isabel Ettenauer, Austria.
- Jeff Klingfuss, Estados Unidos.
- Jennifer Hymer, Alemania.
- John Cage, Estados Unidos, (5 de septiembre de 1912,12 de agosto de 1992)
- Karlheinz Essl, Ph.D, Austria.
- Katelyn Clark, Canadá.
- Michelle Schumann, Ph.D, Estados Unidos.
- Moritz Eggert, Alemania.
- Nadia Shpachenko, Ph. D, Estados Unidos.
- Pascal Meyer, Países Bajos.
- Paula Bobb, Estados Unidos.
- Phyllis Chen, Estados Unidos.
- Shiau-uen Ding, Estados Unidos.
- Stephanie Chua, Canadá.
- Tom Flaherty, Estados Unidos.
- Tzenka Dianova, Ph.D, Canadá.
- Victor Trescoli Sanz, España.
- Wendy Mae Chambers, Estados Unidos.
- Xenia Pestova, Ph. D, Canadá.